# 卡尔二世 (梅克伦堡-施特雷利茨)
卡尔二世（Karl II.，1741年10月10日—1816年11月6日），梅克伦堡-施特雷利茨的统治者，1794年至1815年为梅克伦堡-施特雷利茨公爵，1815年至16年为梅克伦堡-施特雷利茨的第一任大公。

## 生平
卡尔二世是梅克伦堡-施特雷利茨的卡爾·路德維希·腓特烈的次子，1741年10月10日生于米罗。他的祖父是梅克伦堡-施特雷利茨的第一位公爵阿道夫·腓特烈二世，公爵阿道夫·腓特烈三世是他的伯父，公爵阿道夫·腓特烈四世是他的长兄。他的妹妹夏洛特嫁给了后来的英国國王和漢諾威國王乔治三世。他的祖辈详见下表：
| 梅克伦堡-施特雷利茨大公卡尔二世 | 父亲: 梅克伦堡-施特雷利茨的卡尔·路德维希·弗里德里希 | 祖父: 梅克伦堡-施特雷利茨公爵阿道夫·弗里德里希二世      | 祖父之父: 梅克伦堡-什未林公爵阿道夫·弗里德里希一世     |
| 梅克伦堡-施特雷利茨大公卡尔二世 | 父亲: 梅克伦堡-施特雷利茨的卡尔·路德维希·弗里德里希 | 祖父: 梅克伦堡-施特雷利茨公爵阿道夫·弗里德里希二世      | 祖父之母: 不伦瑞克-丹南贝格的玛利亚·卡塔琳娜           |
| 梅克伦堡-施特雷利茨大公卡尔二世 | 父亲: 梅克伦堡-施特雷利茨的卡尔·路德维希·弗里德里希 | 祖母: 施瓦茨堡-宗德斯豪森的克里丝蒂安妮·艾米丽埃·安东妮 | 祖母之父: 施瓦茨堡-宗德斯豪森伯爵克里斯蒂安·威廉一世   |
| 梅克伦堡-施特雷利茨大公卡尔二世 | 父亲: 梅克伦堡-施特雷利茨的卡尔·路德维希·弗里德里希 | 祖母: 施瓦茨堡-宗德斯豪森的克里丝蒂安妮·艾米丽埃·安东妮 | 祖母之母: 巴尔比-米林根的安东妮·西比尔                 |
| 梅克伦堡-施特雷利茨大公卡尔二世 | 母亲: 萨克森-希尔德堡豪森的伊丽莎白·阿尔贝汀        | 外祖父: 萨克森-希尔德堡豪森公爵恩斯特·弗里德里希一世    | 外祖父之父: 萨克森-希尔德堡豪森公爵恩斯特              |
| 梅克伦堡-施特雷利茨大公卡尔二世 | 母亲: 萨克森-希尔德堡豪森的伊丽莎白·阿尔贝汀        | 外祖父: 萨克森-希尔德堡豪森公爵恩斯特·弗里德里希一世    | 外祖父之母: 瓦尔德克的索菲                             |
| 梅克伦堡-施特雷利茨大公卡尔二世 | 母亲: 萨克森-希尔德堡豪森的伊丽莎白·阿尔贝汀        | 外祖母: 埃尔巴赫-埃尔巴赫的索菲·阿尔贝汀                | 外祖母之父: 埃尔巴赫-埃尔巴赫伯爵格奥尔格·路德维希一世 |
| 梅克伦堡-施特雷利茨大公卡尔二世 | 母亲: 萨克森-希尔德堡豪森的伊丽莎白·阿尔贝汀        | 外祖母: 埃尔巴赫-埃尔巴赫的索菲·阿尔贝汀                | 外祖母之母: 瓦尔德克-埃森贝格的阿玛莉娅·卡塔琳娜       |

卡尔早年曾作为中将服役于汉诺威军队，后来被乔治三世委任为汉诺威总督。他的伯父梅克伦堡-施特雷利茨公爵阿道夫·弗里德里希三世于1752年去世，没有男性后裔。他的长兄阿道夫·弗里德里希成为梅克伦堡-施特雷利茨公爵，称阿道夫·弗里德里希四世。阿道夫·弗里德里希四世在1794年去世，没有留下子女，卡尔继位为梅克伦堡-施特雷利茨公爵，称卡尔二世。
卡尔二世在位期间，鼓励新的农业技术，建立警察机构，提倡义务教育。1806年，梅克伦堡-施特雷利茨加入莱茵联邦，1816年维也纳会议之后的1815年，梅克伦堡-施特雷利茨与梅克伦堡-什未林一同升为大公国，卡尔二世成为第一任大公。
卡尔二世于1816年11月6日在大公国首都新施特雷利茨去世，终年75岁，第三子格奥尔格继承了他的大公之位。

### 卡尔二世时代的梅克伦堡-施特雷利茨首相
- 卡尔·威廉·弗里德里希·大卫·冯·彭茨（Karl Wilhelm Friedrich David von Pentz），任期：1800年—1827年5月18日

## 婚姻与子女
卡尔二世结婚两次，有五子六女：

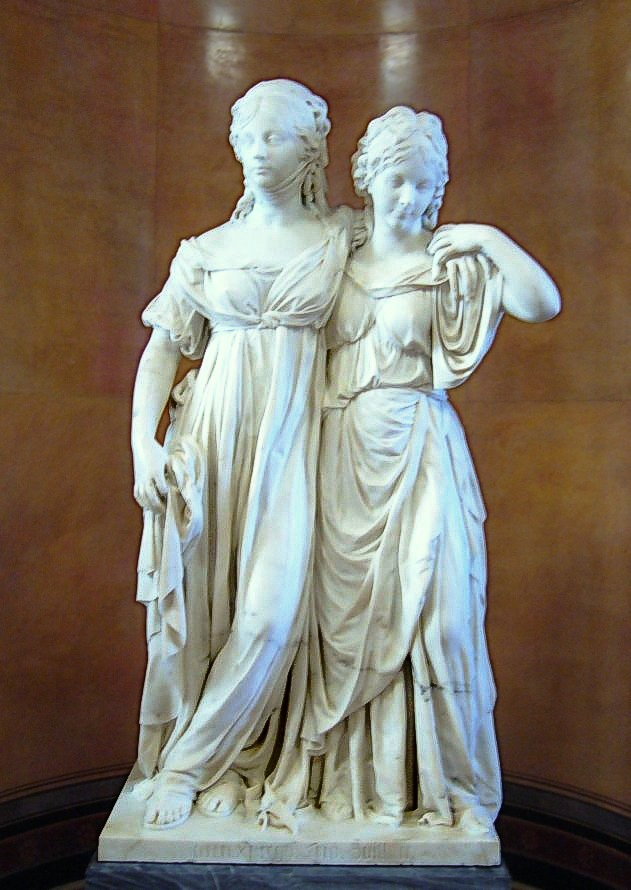
卡尔二世的三女路易丝和四女弗里德里克的雕像，约翰·戈特弗里德·沙多（Johann Gottfried Schadow）的作品

1768年9月18日在达姆施塔特与黑森-达姆施塔特的弗里德里克·卡洛琳·路易丝（Friederike Caroline Luise，1752年8月20日—1782年5月22日）结婚。弗里德里克是黑森-达姆施塔特的格奥尔格·威廉的长女，黑森-达姆施塔特领地伯爵路德维希八世的孙女，黑森第一任大公夫人路易丝和巴伐利亚第一任王后奥古斯苔的姐姐。二人有四子六女：
- 长女夏洛特（1769年11月17日—1818年5月14日），1785年与萨克森-希尔德堡豪森公爵（后来的萨克森-阿尔滕堡公爵）腓特烈结婚，有四子三女。她是萨克森-阿尔滕堡公爵约瑟夫与格奥尔格的母亲。
- 次女卡洛琳·奥古斯塔（1771年2月17日—1773年1月11日），早夭
- 长子格奥尔格·卡尔·腓特烈（1772年3月4日—1773年5月21日），早夭
- 次女特蕾莎（1773年4月5日—1839年2月12日），1789年与图恩和塔克西斯亲王卡尔·亚历山大结婚,有三子四女，另有两个私生子。她是图恩和塔克西斯亲王马克西米利安·卡尔的母亲。
- 次子腓特烈·格奥尔格·卡尔（1774年9月1日—11月5日），早夭
- 三女路易丝（1776年3月10日—1810年7月19日），1793年12月24日与普鲁士国王腓特烈·威廉三世结婚，有五子四女。她是普鲁士国王腓特烈·威廉四世和德意志皇帝威廉一世的母亲。
- 四女弗蕾德里克（1778年2月3日—1841年6月29日），1793年与普鲁士国王腓特烈·威廉二世的次子路德维希王子（1796年去世）结婚，有二子一女；1798年与索尔姆斯-布劳恩菲尔斯的腓特烈·威廉（1814年去世）结婚，有四子二女；1815年5月29日与英国王子坎伯兰公爵恩斯特·奥古斯特，即后来的汉诺威国王恩斯特·奥古斯特一世结婚，有一子，即漢諾威国王格奧爾格五世。
- 三子格奥尔格（1779年8月12日—1860年9月6日），卡尔二世的继承人，梅克伦堡-施特雷利茨的第二任大公。
- 四子腓特烈·卡尔·斐迪南（1781年1月7日—1783年3月24日），早夭
- 六女奥古斯塔·阿尔贝汀（1782年5月19日—5月20日），早夭

弗蕾德里克在生产奥古斯塔·阿尔贝汀后不久去世，1784年9月28日，卡尔二世与弗蕾德里克的次妹夏洛特·威廉明妮·克里丝蒂安妮·玛丽（Charlotte Wilhelmine Christiane Marie，1755年11月5日—1785年12月12日）结婚，有一子：
- 五子卡爾（1785年11月30日—1837年9月21日），普鲁士将军，终生未婚。

## 资料来源
- An Online Gotha - Mecklenburg
- Großherzogtum Mecklenburg Strelitz (1815-1918)（页面存档备份，存于）

| 卡尔二世 (梅克伦堡-施特雷利茨) 梅克伦堡王朝出生于：1741年10月10日逝世於：1816年11月6日 | 卡尔二世 (梅克伦堡-施特雷利茨) 梅克伦堡王朝出生于：1741年10月10日逝世於：1816年11月6日 | 卡尔二世 (梅克伦堡-施特雷利茨) 梅克伦堡王朝出生于：1741年10月10日逝世於：1816年11月6日 |
| -------------------------------------------------------------------------------------- | -------------------------------------------------------------------------------------- | -------------------------------------------------------------------------------------- |
| 前任： 阿道夫·弗里德里希四世                                                           | 梅克伦堡-施特雷利茨公爵 1794年—1815年                                                  | 升为梅克伦堡-施特雷利茨大公                                                            |
| 首任                                                                                   | 梅克伦堡-施特雷利茨大公 1815年—1816年                                                  | 繼任： 格奥尔格                                                                        |